# Front del Plebiscit de Jammu i Caixmir
El Front del Plebiscit de Jammu i Caixmir és una organització política del Caixmir, que actua a Azad Kashmir, i fou fundat per Abdul Qaliq Ansatri el 1977, derivat del Front del Plebiscit de Sheikh Abdullah.
El primer Front del Plebiscit fou formar per Sheikh Abdullah després de ser apartat del poder el 1955 (i arrestat), sota la presidencia del seu lloctinent Mirza Afzal Beg (9 d'agost de 1955). Finalment Abdullah fou alliberat el 1964 i el moviment va agafar volada. Abdullah fou altre cop detingut el maig de 1965 i el front va quedar de fet suspès.
El 1966 es va formar un segon Front del Plebiscit i una branca armada (el Front d'Alliberament Nacional de Jammu i Caixmir) que fou dirigit per Maqbool Butt; Abdulla va ser alliberat el gener de 1968 i el front va tornar a agafar volada, però de fet va desaparèixer amb l'acord d'Abdullah i els britànics el 1974 tornant Abdulla al poder el 1975.
El 1976, Butt, que era a l'exili per activitats armades (1966-1968) fou empresonat, i penjat el 1984 a la presó de Tahar Jail a Srinagar dos anys després de la mort d'Abdullah.
El Front es va reorganitzar al Pakistan el 1977. Muhammed Azeem Butt és el seu president. És favorable al Pakistan.